# Volk (album)
Volk je studijski album skupine Laibach, ki je izšel leta 2006 pri založbi Mute Records. Album je kolekcija trinajstih skladb, ki so jih navdihnile nacionalne himne poglavitnih svetovnih imperialističnih držav in himna virtualne države NSK. Pri snemanju albuma je sodelovala slovenska skupina Silence. Priložena knjižica navaja Wikipedijo za informacije o nacionalnih himnah.
Himna NSK je aranžma skladbe »The Great Seal«, ki je leta 1987 izšla na albumu Opus Dei. Tudi pri himni NSK besedilo temelji na znanem govoru Winstona Churchilla, »We shall fight on the beaches«, ki je bil uporabljen že v skladbi »The Great Seal« na plošči Opus Dei, tokrat pa prebran s sintetičnim glasom, ki spominja na Stephena Hawkinga. Himna "Slovania" je panslovanska himna slovaškega skladatelja Samuela Tomašika, ki je bila osnova za nekdanjo jugoslovansko in obenem poljsko himno (Poljska pa se v besedilu tudi izrecno omenja). Vključena je tudi himna Izraela, ki se prepleta s palestinsko himno ter vatikanska himna kot predstavnica duhovno-imperialistične sile (Katoliške cerkve). 
Naslovnica albuma je dvoumna. Najbolj razviden pomen je nemška beseda »Volk«, ki pomeni ljudstvo. Drug pomen, ki tujcem ni takoj razviden, pa je slovenska beseda volk. Ovce na albumu predstavljajo ljudi kot del množice ali tudi volčje žrtve, na kar spominja tudi avtocitat v angleščini, ki se v slovenskem prevodu glasi: "Pop je glasba za ovce, mi pa smo volkovi, preoblečeni v pastirje".  

## Seznam skladb
Vsi aranžmaji so delo skupin Laibach in Silence, razen »NSK« priredba Franc Kuharič.
| Št. | Naslov      | Pisec                                                                                                 | Izvor                                                                 | Dolžina |
| --- | ----------- | --- | --------------------------------------------------------------------- | ------- |
| 1.  | „Germania‟  | Joseph Haydn/August Heinrich Hoffmann von Fallersleben                                                | »Lied der Deutschen«                                                  | 4:01    |
| 2.  | „America‟   | John Stafford Smith/Francis Scott Key                                                                 | »The Star-Spangled Banner«                                            | 4:48    |
| 3.  | „Anglia‟    | tradicionalna                                                                                         | »God Save the Queen«                                                  | 3:46    |
| 4.  | „Rossiya‟   | Aleksander Vasiljevič Aleksandrov, Pierre Degeyter/Sergej Vladimirovič Mihalkov                       | »Himna Sovjetske zveze«, »Himna Ruske federacije« in »Internacionala« | 3:51    |
| 5.  | „Francia‟   | Claude Joseph Rouget De Lisle                                                                         | »Marsejeza«                                                           | 4:15    |
| 6.  | „Italia‟    | Goffredo Mameli/Michele Novaro                                                                        | »Inno di Mameli«                                                      | 4:48    |
| 7.  | „España‟    | tradicionalna                                                                                         | »Marcha Real« (glasba) in »Himno de Riego« (besedilo)                 | 3:10    |
| 8.  | „Yisrā'el‟  | Paul Ben-Haim, Ahmad Salim Flayfel, Mohammad Salim Flayfel/Naphtali Herz Imber, Ibrahim Hefeth Touqan | »Hatikvah« (Izrael) in »Fida'i« (Palestina)                           | 3:06    |
| 9.  | „Türkiye‟   | Osman Zeki Üngör/Mehmet Akif Ersoy                                                                    | »İstiklâl Marşı«                                                      | 4:30    |
| 10. | „Zhōnghuá‟  | Niè Er/Tián Hàn                                                                                       | »Marš prostovoljcev«                                                  | 3:48    |
| 11. | „Nippon‟    | Akimori Hayashi, Franz von Eckert, Hiromori Hayashi, Yoshiisa Oku                                     | »Kimi Ga Yo«                                                          | 7:32    |
| 12. | „Slovania‟  | Samo Tomášik                                                                                          | »Hej Slovani«                                                         | 4:07    |
| 13. | „Vaticanae‟ | Charles Gounod/Antonio Allegra                                                                        | »Pontifical Anthem and March«                                         | 2:54    |
| 14. | „NSK‟       | Laibach                                                                                               | »The Great Seal«                                                      | 3:47    |

## Osebje (osebe, ki so navedene)

### Laibach
- Eber
- Saliger
- Dachauer
- Keller

### Silence
- Boris Benko – vokal (1–7, 11–13)
- Primož Hladnik

### Gostje
- Yolanda Grant-Thompson – vokal (2, 13)
- Mina Špiler – vokal (5, 7)
- Maria Awa – vokal (7)
- Artie Fishel – vokal (8)
- Zed Mehmet – vokal (9)
- Elvira Hasanagić – vokal (9)
- Seaming To – vokal (10)
- Nagisa Moritoki – vokal (11)
- Brina Vogelnik Saje – vokal (12)
- Luka Jamnik – analogni sintetizator (2, 4, 5)
- Miha Dovžan – citre (6)
- Peter Dekleva – akustična kitara (4)
- Anne Carruthers – čelo (4, 11)
- Katja Krajnik, Mojca Križnič, Monika Debelič, Tamara Đorđević, Tina Krajnik – godala (1, 3, 6)
- Delavska godba Trbovlje, dirigent Alojz Zupan (14)

#### Otroški pevski zbor
- Janja Cerar
- Dasha Khotuleva
- Anna Vidovich
- Nastja Yatsko
- Vitalij Osmačko – dirigent

### Produkcija
- Oblikovanje: Laibach, Tanja Berčon, Phant & Puntza
- Asistent inženirja: James Aparicio
- Mastering: Tom Meyer
- Mix: Laibach, Paul Walton a.k.a. P-dub
- Producent: Laibach, Silence
- Tehniki: Gregor Zemljič, Iztok Turk, Uroš Umek